# Abbaye Maria Eck
Pour les articles homonymes, voir Eck.
L'abbaye Maria Eck est une abbaye des frères mineurs conventuels à Siegsdorf dans le Land de Bavière et l'archidiocèse de Munich et Freising.

## Histoire
Le prieuré des moines bénédictins de l'abbaye de Seeon est fondé au XVIIe siècle et dissout au cours de la sécularisation en 1803. Depuis 1891, des frères mineurs conventuels habitent le monastère d'"Egger Berg". À Maria Eck, le postulat et le noviciat de l'ordre sont réglés.
Le pape Benoît XVI a une relation privilégiée avec Maria Eck. Géographiquement, le monastère de pèlerinage se trouve à proximité de la "Benedictweg", une route de pèlerinage le long des anciens sites du pape. Pendant son séjour à Traunstein, ainsi que plus tard en tant que cardinal Ratzinger, le pape se rend à Maria Eck à plusieurs reprises. Selon la presse, l'équipe de Maria Ecker Klostergasthofes, autour du frère Erich Raspel, fit la cuisine pour le chef de l'église catholique lors de son voyage pastoral à travers la Bavière (séjour à Munich).

## Pèlerinage
Le pèlerinage à Maria Eck remonte au XVIe siècle. À l'époque de la guerre de Trente Ans, le nombre de pèlerins continue d'augmenter.
Aujourd'hui, le pèlerinage à Maria Eck est l'un des plus grands pèlerinages de l'archidiocèse de Munich et Freising. Les plus importants sont ceux en costume traditionnel du Gauverband I et des personnes handicapées du Chiemgau. Le monastère a également une maison d'hôtes.

## Église
La fondation de l'église de pèlerinage de Maria Eck remonte à une vieille légende. On dit donc que les bûcherons furent témoins à maintes reprises de phénomènes lumineux dans cette région. Quand ils ont érigé une chapelle en bois, deux lumières sont apparues. Ils y virent une référence divine à l'érection de deux autres autels en l'honneur de la Sainte Trinité.
La première petite chapelle dans le secteur de l'église actuelle est construite entre 1618 et 1635, lorsque l'abbaye de Seeon achète une partie du terrain. Déjà à cette époque, le premier pèlerinage à Maria Eck se développe dans les conditions de la guerre de Trente ans. Sur la place de cette première chapelle, une plus grande église est construite en 1636.
En 1803, l'église de pèlerinage Maria Eck est dissoute dans le contexte de la sécularisation. Le prêtre de Siegsdorf est l’un des principaux responsables de son application. Dans le cadre de la fermeture, une grande partie des installations de l'église sont vendues ou détruites.
En 1806, l'église est détruite. Une brigade de démolition est sur le chemin de Maria Eck, dont le prêtre de Siegsdorf. Les agriculteurs locaux s'y opposent et agressent l'équipe de démolition qui s'enfuit. Seuls le prêtre et le messager officiel sont interrogés par les fermiers et sont ensuite sans doute molestés.
En 1810, l'église de pèlerinage Maria Eck et les terres environnantes sont vendues aux enchères à des particuliers. Cependant, cette enchère est annulée un mois plus tard.
En 1936, un Gauleiter nazi se fait remettre les clés de l'église et ordonne la fermeture. En outre, deux des quatre cloches sont enlevées et fondues pour produire des armes.